# مادر!
مادر! (انگلیسی: Mother!) فیلم وحشت روان‌شناختی آمریکایی محصول سال ۲۰۱۷ به نویسندگی و کارگردانی دارن آرونوفسکی و نقش‌آفرینی جنیفر لارنس، خاویر باردم، اد هریس، میشل فایفر، دامنل گلیسون، برایان گلیسون و کریستن ویگ است. این فیلم داستان زن و شوهری را روایت می‌کند که زندگی آرام‌شان با ورود یک زن وشوهر مرموز برهم می‌خورد.
مادر! برای رقابت دریافت شیر طلایی در هفتاد و چهارمین جشنواره فیلم ونیز انتخاب شد و در ۵ سپتامبر ۲۰۱۷ برای اولین بار در آنجا به نمایش درآمد. این فیلم در ۱۵ سپتامبر ۲۰۱۷ توسط پارامونت پیکچرز در ایالات متحده منتشر شد و در برابر بودجه ۳۰ میلیون دلاری خود، ۴۴ میلیون دلار در سراسر جهان فروخت. این فیلم نقدهای عموماً مثبتی از طرف منتقدان کسب کرد. تمثیل‌های کتاب مقدس و به تصویر کشیدن خشونت در این فیلم بحث‌برانگیز بود.

## داستان
یک زن (جنیفر لارنس) و شوهر (خاویر باردم) در خانه خود باهم زندگی می‌کنند. غریبه ای (اد هریس) از راه می‌رسد و درب منزل آنان را می‌زند. او فکر می‌کند که خانه مذکور در واقع محلی برای استراحت است و نمی‌داند که ملک شخصی زن و شوهر است! با اینحال شوهر، او را در کمال تعجب همسرش به خانه دعوت می‌کند و سپس نوبت به ورود همسرِ مرد غریبه (میشل فایفر) می‌رسد که او نیز به خانه وارد شود و…

## بازیگران
- جنیفر لارنس در نقش مادر
- خاویر باردم در نقش او
- اد هریس در نقش مرد
- میشل فایفر در نقش زن
- دامنل گلیسون در نقش پسر بزرگتر
- برایان گیلسون در نقش برادر کوچکتر
- کریستن ویگ در نقش خبررسان
- جوان آدپو در نقش ساغی
- استیون مک‌هتی در نقش طرفدار متعصب
- لاورنس لبوف در نقش دوشیزه
- آبراهام آرونافسکی در نقش آواره
- امیلی همپشر در نقش فرد نادان
- رافائل گراس هاروی در نقش زن‌باز

## تولید
در ۱۳ اکتبر ۲۰۱۵ مجله ورایتی اعلام کرد که دارن آرونوفسکی در حال شروع فصل تازه‌ای از کارش است که با پروژه‌ای بدون نام و با نویسندگی خودش صورت می‌گیرد و طبق مکالمات جنیفر لارنس به این پروژه افزوده شده‌است. این پروژه هنوز به هیچ استودیویی محول نشده بود ولی احتمال داشت که به شرکت رجنیس اینترپرایزس سپرده شود. این شرکت با اولین نگاه به پروژه با آرونوفسکی معامله را بست. در ۱۱ ژانویه ۲۰۱۶ اعلام شد که پارامونت پیکچرز مسئولیت انتشار فیلم را بر عهده دارد و خاویر باردم به ستارگان فیلم افزوده شده‌است. در آوریل ۲۰۱۶، دامنل گلیسون، میشل فایفر، اد هریس و برایان گلیسون به بازیگران فیلم اضافه شدند."
در ۲۵ مه ۲۰۱۶ اعلام شد که فیلمبرداری در ماه ژوئن آغاز می‌شود. سرانجام، در ۱۳ ژوئن ۲۰۱۶ مراحل تولید و فیلمبرداری آغاز شد و در ۲۸ اوت ۲۰۱۶ به پایان رسید.
در ۱۱ اکتبر ۲۰۱۶ اعلام شد که یوهان یوهانسون سازنده موسیقی متن فیلم‌های موفقی همچون نظریه همه چیز و ورود ساخت موسیقی این فیلم را بر عهده گرفته‌است. در ۲۷ اکتبر ۲۰۱۶ اعلام شد که عنوان فیلم مادر است.

### موسیقی
مادر! اولین فیلم آرنوفسکی است که کلینت منسل به عنوان آهنگساز در آن حضور نداشته‌است.

## انتشار
این فیلم در ۱۳ اکتبر ۲۰۱۷ توسط پارامونت پیکچرز منتشر شده‌است.

## جوایز
| جایزه                           | رده                          | گیرنده         | نتیجه     |       |
| ------------------------------- | ---------------------------- | -------------- | --------- | ----- |
| کامریمیج                        | قورباغه طلایی                | متیو لیباتیک   | نامزدشده  |       |
| جامعه منتقدان فیلم هیوستون      | بهترین طراحی پوستر           |                | در انتظار |       |
| انجمن منتقدان فیلم لاس وگاس     | بهترین ترسناک / علمی-تخیلی   | مادر!          | دوم       |       |
| جشنواره بین‌المللی فیلم میشکولتس | بهترین فیلم                  | دارن آرونوفسکی | نامزدشده  |       |
| منتقدان فیلم نیومکزیکو          | بهترین بازیگر زن             | جنیفر لارنس    | پیروز     |       |
| انجمن منتقدان فیلم شمال تگزاس   | بهترین بازیگر زن             | جنیفر لارنس    | نامزدشده  |       |
| جامعه آنلاین منتقدان فیلم       | بهترین فیلم                  | مادر!          | در انتظار | [ ۷ ] |
| انجمن منتقدان فونیکس            | بهترین فیلم معمایی یا ترسناک | مادر!          | نامزدشده  |       |
| جشنواره فیلم ونیز               | شیر طلایی                    | مادر!          | نامزدشده  |       |